# Elk Township (Illinois)
Die Elk Township ist eine von 16 Townships im Jackson County im Südwesten des US-amerikanischen Bundesstaates Illinois. Im Jahr 2010 hatte die Elk Township 1907 Einwohner.

## Geografie
Die Elk Township liegt rund 50 km östlich des Mississippi, der die Grenze zu Missouri bildet. Die Mündung des Ohio an der Schnittstelle der Bundesstaaten Illinois, Missouri und Kentucky befindet sich rund 130 km südlich.
Die Elk Township liegt auf 37°54′11″ nördlicher Breite und 89°12′19″ westlicher Länge und erstreckt sich über 96,46 km², die sich auf 93,76 km² Land- und 2,7 km² Wasserfläche verteilen. Die Township wird vom Little Muddy River durchflossen.
Die Elk Township liegt im äußersten Nordosten des Jackson County und grenzt im Norden an das Perry County, im Osten an das Franklin County sowie im Südosten an das Williamson County. Innerhalb des Jackson County grenzt die Elk Township im Osten an die Vergennes Township, im Südosten an die Somerset Township sowie im Süden an die De Soto Township.

## Verkehr
In Nord-Süd-Richtung führt der U.S. Highway 51 durch die Elk Township. Alle weiteren Straßen sind County Roads oder weiter untergeordnete und zum Teil unbefestigte Fahrwege.
Parallel zum Highway 51 verläuft eine Eisenbahnlinie der früheren Illinois Central Railroad, die heute zur Canadian National Railway gehört. Diese Strecke wird auch von Amtrak genutzt.
Mit dem Southern Illinois Airport (rund 15 km südlich) und dem Williamson County Regional Airport (rund 30 km südöstlich) befinden sich zwei Regionalflughäfen unweit der Elk Township. Der nächstgelegene größere Flughafen ist der Lambert-Saint Louis International Airport (rund 160 km nordwestlich).

## Demografische Daten
Nach der Volkszählung im Jahr 2010 lebten in der Elk Township 1907 Menschen in 794 Haushalten. Die Bevölkerungsdichte betrug 20,3 Einwohner pro Quadratkilometer. In den 794 Haushalten lebten statistisch je 2,4 Personen.
Ethnisch betrachtet setzte sich die Bevölkerung zusammen aus 95,3 Prozent Weißen, 1,8 Prozent Afroamerikanern, 0,4 Prozent amerikanischen Ureinwohnern, 0,1 Prozent (eine Person) Asiaten sowie 0,5 Prozent aus anderen ethnischen Gruppen; 1,9 Prozent stammten von zwei oder mehr Ethnien ab. Unabhängig von der ethnischen Zugehörigkeit waren 1,7 Prozent der Bevölkerung spanischer oder lateinamerikanischer Abstammung.
23,0 Prozent der Bevölkerung waren unter 18 Jahre alt, 62,1 Prozent waren zwischen 18 und 64 und 14,9 Prozent waren 65 Jahre oder älter. 51,6 Prozent der Bevölkerung war weiblich.
Das mittlere jährliche Einkommen eines Haushalts lag bei 33.148 USD. Das Pro-Kopf-Einkommen betrug 17.226 USD. 22,6 Prozent der Einwohner lebten unterhalb der Armutsgrenze.

## Ortschaften
Neben Streubesiedlung existieren in der Elk Township folgende Siedlungen:
Villages
- Dowell
- Elkville

Unincorporated Community
- Hallidayboro